# Думбрава (Панчу, Вранча)
Думбрава (рум. Dumbrava) — село у повіті Вранча в Румунії. Адміністративно підпорядковане місту Панчу.
Село розташоване на відстані 181 км на північний схід від Бухареста, 23 км на північ від Фокшан, 143 км на південь від Ясс, 89 км на північний захід від Галаца, 119 км на схід від Брашова.

## Населення
За даними перепису населення 2002 року у селі проживали 547 осіб. Усі жителі села рідною мовою назвали румунську.
Національний склад населення села:
| Національність | Кількість осіб | Відсоток |
| -------------- | -------------- | -------- |
| румуни         | 541            | 98,9%    |
| цигани         | 5              | 0,9%     |